# Fatih Kantarçi
Fatih Kantarçi (Genk, 27 januari 1985) is een Belgische aanvaller.

## Carrière
| Seizoen | Club        | Land      | Competitie      | Wedst | Goals |
| ------- | ----------- | --------- | --------------- | ----- | ----- |
| 2006/07 | MVV         | Nederland | Eerste divisie  | 5     | 0     |
| 2007/08 | MVV         | Nederland | Eerste divisie  | 1     | 0     |
| 2012/13 | KSK Hasselt | België    | Vierde klasse C | 3     | 0     |
| Totaal  |             |           |                 | 9     | 0     |